# Lucky Dozier
Lucky Dozier (Sacramento, 9 gennaio 1991) è un giocatore di football americano statunitense che gioca come defensive back per i Munich Cowboys.

## Palmarès
- 1 Mondiale (2015)